# Pitcairnia moritziana
Espèce
Classification phylogénétique
Statut de conservation UICN

 LC  : Préoccupation mineure
Pitcairnia moritziana est une espèce de plante de la famille des Bromeliaceae, endémique du Venezuela.

## Distribution
L'espèce se rencontre dans les États d'Aragua, de Carabobo et de Cojedes ainsi que dans le District capitale de Caracas au Venezuela.